# أم الرمل (عجلون)
أم الرمل منطقة سكنية تقع في لواء قصبة عجلون، محافظة عجلون في الأردن. تنتمي المنطقة لقضاء كفرنجة الذي يضم 10 مناطق. يقدر عدد سكانها بـ 40 نسمة حسب إحصاء 2015.

## الوصلات الخارجية
- دائرة الاحصاءات العامة